# Inštitut za biofiziko Medicinske fakultete v Ljubljani
Inštitut za biofiziko je znanstveno-raziskovalni inštitut, ki deluje v okviru Medicinske fakultete Univerze v Ljubljani.
Trenutni predstojnik inštituta je doc. dr. Bojan Božič.